# Ліпецький Леон Романович
Ліпецький Леон Романович (нар. 28 червня 1935, Бердичів — 2 квітня 2016) — радянський та український державний та суспільний діяч, почесний громадянин м. Бердичева. 

## Життєпис
Народився 28 червня 1935 року у Бердичеві.
Після закінчення 7 класу школи № 6 м. Бердичів пішов працювати на бердичівський рафінадний завод робітником тарного цеху.
У 1954 році був призваний до лав Збройних Сил СРСР.
Після демобілізації у 1957 повертається до роботи на цукрорафінадний завод. Одночасно з роботою навчається у вечірній школі та у 1960 році здобуває середню освіту. Цього ж року вступає до Київського технологічного інституту харчової промисловості на факультет «Машини і апарати харчових виробництв», який закінчує у 1965.
Після навчання невдовзі стає начальником цеху цукросировини. На цій посаді пропрацював чотири роки. Потім був заступником головного інженера цукрорафінадного заводу, паралельно — секретарем первинної партійної організації. Партійне керівництво міста помітило його діяльність на партійній роботі і згодом він обирається на посаду інструктора міськкому партії.
Через деякий час Леон Романович полишає партійну роботу та призначається на посаду директора бердичівського цегельного заводу. А в лютому 1980 року Леон Ліпецький стає директором Бердичівського — тоді експериментального — пивоварного заводу, який перетворився на одне з бюджетоутворюючих підприємств Бердичева.

## Нагороди та відзнаки
- звання «Почесний громадянин міста Бердичева» (15.08.2001)
- Орден міста Бердичева «За Заслуги» (№ 002)
- орден «За заслуги» третього ступеня (2005)[1]
- Апостольська благословенна Грамота — Папа Римський Бенедикт XVI 4 грудня 2008 року передав за постійну підтримку та допомогу парафії Святої Варвари.
- почесна відзнака «Честь і слава Житомирщини» (2015)[2]

## Родинні зв'язки
- син — Володимир Леонович — нині директор ЗАТ «Бердичівпиво»
- син — Олександр Леонович — військовослужбовець, закінчив Ленінградську військово-медичну Академію імені Кірова
- молодший брат — Ліпецький Валерій Романович — військовик, ветеран митної служби України[джерело не вказане 1540 днів].